# Hylaeamys oniscus
Hylaeamys oniscus är en däggdjursart som beskrevs av Thomas 1904. Hylaeamys oniscus ingår i släktet Hylaeamys och familjen hamsterartade gnagare. Inga underarter finns listade i Catalogue of Life.
Arten listades tidigare i släktet risråttor eller som synonym till andra risråttor, bland annat Oryzomys laticeps som likaså blev flyttad till släktet Hylaeamys.
Denna gnagare förekommer i östra Brasilien vid Atlanten. Den lever där i mer eller mindre stora skogar. På grund av skogsavverkningar är beståndet delat i flera från varandra skilda populationer.